# Daniel Serra Verdaguer
Daniel Serra Verdaguer, més conegut com a Dani Serra (Barcelona, 2 d'abril de 1968) és un nedador català.
Membre del Club Natació Montjuïc, entre 1983 i 1989, i posteriorment del Club Natació Catalunya, des del 1989, i del Club Radikal Swim des del 2012, és un nedador especialista en estil lliure, que aconseguí el títol de campió de Catalunya de 100, 200, 400, 800 i 1.500 metres, i també en tres relleus en 4x100 i 4x200 metres lliures i 4x100 metres estils. En l'àmbit espanyol, guanyà onze títols entre els anys 1986 i 1994. També va articipar en els Jocs Olímpics de Seül de 1988, en el Mundial de 1986, en l'Europeu (1985, 1987, 1989, 1991) i en els Jocs Mediterranis, on aconseguí el podi.
Serra ha guanyat la travessia del Port de Barcelona, i deu vegades la Copa Nadal de natació, organitzada pel Club Natació Barcelona, una fita que l'ha convertit en el nedador que més vegades ho ha aconseguit, seguit de Guillem Pujol, que ho ha fet en vuit ocasions.
També ha guanyat altres travessies clàssiques en aigües obertes, com la Travessia Illes Medes-Estartit el 2006 i 2007, o la Marnató de Cadaqués el 2008, una travessia nedant de 6,5 quilòmetres en aigües obertes entre Cap de Creus i la Badia de Cadaqués. Rebé la medalla d'or al mèrit esportiu del Consell Superior d'Esports, així com de les federacions espanyola i catalana. Posteriorment es dedicà a l'organització d’esdeveniments aquàtics, i des del 2010 presideix el Club Radikal Swim, del qual en fou un dels creadors.
Després d'estar uns anys retirat de les competicions, el 2004 recuperà la competició en categoria màsters en uns Nacionals d'estiu a Sabadell, i posteriorment al Mundial de Riccione (Itàlia), on va debutar amb el títol mundial el 400 metres, i continuà aconseguint diversos d'èxits nacionals i internacionals, culminats amb el títol mundial de 800 metres i plusmarca europea amb 08.41.16, a menys de tres segons del rècord mundial del campió olímpic i mundial absolut, el nord-americà Rowdy Ganes (08.38.71). A més, des del 2010, també és organitzador de proves esprtives de natació.